# 蘇特霍爾區
蘇特霍爾區（俄语：Сут-Хольский кожуун），圖瓦語音譯「须特-霍勒」，是俄羅斯圖瓦共和國的一個区，位於該國南部，面積6,691.25平方公里，2010年人口8,029，人口密度每平方公里1.2人。

## 外部連結
- Сут-Хольский кожуун